# Paramount Vantage

Das Logo des Unternehmens

Paramount Vantage war eine US-amerikanische Filmproduktionsgesellschaft, die bis 2006 Paramount Classics hieß, und eine Tochter der Paramount Pictures in Hollywood. Sie hatte sich auf kleinere, unbekanntere Produktionen, die nicht nur aus den USA stammten, spezialisiert und war somit eine Art Independent-Label. Die Marke wurde im Dezember 2013 eingestellt.

## Bedeutende Produktionen

### Oscarverleihung 2008
Bei der Oscarverleihung 2008 ging Paramount Vantage mit 19 Nominierungen ins Rennen. Darunter waren je acht Nominierungen für das gemeinsam mit der Disney-Tochter Miramax produzierte Öldrama There Will Be Blood (Regie: Paul Thomas Anderson) und dem ebenfalls mit Miramax produzierten Thriller No Country for Old Men (Regie: Coen-Brüder). Des Weiteren wurden zwei Nominierungen ausgesprochen für den Spielfilm Into the Wild (Regie: Sean Penn) sowie eine für Drachenläufer (Regie: Marc Forster), der noch unter Paramount Classics firmiert.
Gewonnen wurden schließlich vier für No Country for Old Men sowie zwei für There Will Be Blood.

### Weitere Produktionen
Weitere bedeutendere und bekanntere Produktionen sind:
- Der Maschinist (noch unter Paramount Classics firmierend)
- Eine unbequeme Wahrheit (ebenfalls noch unter Paramount Classics firmierend)
- Babel
- Shine a Light
- Zeiten des Aufruhrs
- Kapitalismus: Eine Liebesgeschichte
- Fall 39
- Carriers
- Shutter Island (2010)